# Platinum Vision
Platinum Vision Co., Ltd. (jap. プラチナビジョン株式会社 Purachina Bijon kabushiki-kaisha) – japońskie studio animacji z siedzibą w Mitace, założone 30 marca 2016.

## Produkcje

### Seriale telewizyjne
| Rok  | Tytuł                             | Reżyser(zy)              | Liczba odcinków | Uwagi                                                                        | Przypisy |
| ---- | --------------------------------- | ------------------------ | --------------- | ---------------------------------------------------------------------------- | -------- |
| 2016 | Servamp                           | Itto Sara Hideaki Nakano | 12              | Na podstawie mangi autorstwa Strike Tanaki. We współpracy z Brain’s Base.    | [ 2 ]    |
| 2017 | Saiyuki Reload Blast              | Hideaki Nakano           | 12              | Na podstawie mangi autorstwa Kazuyi Minekury. Sequel Saiyuki ReLoad GunLock. | [ 3 ]    |
| 2018 | Devils’ Line                      | Hideaki Nakano           | 12              | Na podstawie mangi autorstwa Ryo Hanady.                                     | [ 4 ]    |
| 2019 | Kono oto tomare!                  | Ryōma Mizuno             | 26              | Na podstawie mangi autorstwa Amyu.                                           | [ 5 ]    |
| 2021 | Kai byōi Ramune                   | Hideaki Ōba              | 12              | Na podstawie mangi autorstwa Aho Toro.                                       | [ 6 ]    |
| 2022 | Love of Kill                      | Hideaki Ōba              | 12              | Na podstawie mangi autorstwa Fe.                                             | [ 7 ]    |
| 2023 | Watashi no oshi wa akuyaku reijō. | Hideaki Ōba              | 12              | Na podstawie light novel autorstwa Inori.                                    | [ 8 ]    |

### Filmy
| Rok  | Tytuł                        | Reżyser(zy)    | Uwagi            | Przypisy |
| ---- | ---------------------------- | -------------- | ---------------- | -------- |
| 2018 | Servamp: Alice in the Garden | Hideaki Nakano | Sequel Servampa. | [ 9 ]    |

### OVA
| Rok  | Tytuł                          | Reżyser(zy)    | Liczba odcinków | Uwagi                     | Przypisy |
| ---- | ------------------------------ | -------------- | --------------- | ------------------------- | -------- |
| 2018 | Devils’ Line: Anytime Anywhere | Hideaki Nakano | 1               | Odcinek OVA Devils’ Line. | [ 10 ]   |